# Saint-Michel, Haute-Garonne

Saint-Michel este o comună în departamentul Haute-Garonne din sudul Franței. În 2009 avea o populație de 323 de locuitori.

## Evoluția populației
| An        | 1975 | 1982 | 1990 | 1999 | 2006 | 2009 |
| --------- | ---- | ---- | ---- | ---- | ---- | ---- |
| Populație | 199  | 169  | 183  | 232  | 298  | 323  |